# Backwoods Barbie
Backwoods Barbie släpptes den 26 februari 2008 och är ett studioalbum av countryartisten Dolly Parton, och hennes första så kallade "mainstreamcountryalbum" på nästan ett årtionde. Samma år gjorde hon konsertturnén Backwoods Barbie Tour.

## Albuminformation
"Better Get to Livin'" var första singel ut, och släpptes till countryradio i september 2007. Den placerade sig som högst på #48 på listan Billboard Hot Country Songs. Dolly Parton framförde melodin vid säsongspremiären av "Dancing with the Stars" i slutet av september 2007 och återigen vid Macy's Thanksgiving Day Parade.
Nästa singel blev "Jesus & Gravity". 
Albumet innehåller nio låtar skrivna av Dolly Parton, och titelspåret är tänkt att användas i musikalen 9 to 5 som spelas på Broadway 2009. Albumet innehåller även en cover på "The Tracks of My Tears" av Smokey Robinson och "She Drives Me Crazy" av Fine Young Cannibals.
Albumet gick in på placeringen #48 på USA:s countrylista och nådde #2 den 8 mars 2008, och nådde placeringen #17 på Billboard 200, Dolly Partons högst placerade debut någonsin på Billboard 200; och albumet sålde omkring 27 000 den andra veckan.
Dolly Parton marknadsförde albumet med turnén Backwoods Barbie Tour i USA, Kanada och Europa under 2008.

## Låtlista
Alla sånger skrivna av Dolly Parton, om inget anges.
1. "Better Get to Livin'" (Parton, Kent Wells) – 3:33
2. "Made of Stone" – 4:13
3. "Drives Me Crazy" (Roland Gift, David Steele) – 4:12
4. "Backwoods Barbie" – 3:19
5. "Jesus & Gravity" (Betsy Ulmer, Craig Wiseman) – 4:40
6. "Only Dreamin'" – 5:36
7. "The Tracks of My Tears" (Smokey Robinson, Pete Moore, Marv Tarplin) – 3:33
8. "The Lonesomes" – 3:18
9. "Cologne" – 3:42
10. "Shinola" – 4:12
11. "I Will Forever Hate Roses" – 3:26
12. "Somebody's Everything" – 4:17

### Bonusspår
- "I Will Always Love You (Live)" [iTunes]
- "The Grass is Blue (Live)" [iTunes]
- "9 to 5 (Live)" [Wal-Mart]
- "Baby, I'm Burnin' (Live)" [Best Buy]
- "Two Doors Down (Live)" [Target]
- "Jolene (Live)" [Target]

## Listplaceringar

### Album
| Lista (2008)                         | Topplacering |
| ------------------------------------ | ------------ |
| Danmark                              | 6            |
| USA (Billboard 200)                  | 17           |
| USA (Top Country Albums)             | 2            |
| USA (Top Internet Albums)            | 14           |
| USA (Top Independent Albums)         | 2            |
| USA (Billboard Comprehensive Albums) | 18           |
| Sverige                              | 57           |

### Singlar
| År   | Singel               | Lista                                | Topplacering |
| ---- | -------------------- | ------------------------------------ | ------------ |
| 2007 | Better Get to Livin' | USA (US Billboard Hot Country Songs) | #48          |
| 2008 | Jesus & Gravity      | USA (US Billboard Hot Country Songs) | #56          |

## Låtlista
- Backwoods Barbie på Dolly Parton On-Line

### Fotnoter
1. ↑  Länk
2. ↑  Dolly Parton On-Line / Backwoods Barbie
3. ↑  ”Listplacering”. Arkiverad från originalet den 23 oktober 2013. https://web.archive.org/web/20131023220849/http://danishcharts.com/showitem.asp?interpret=Dolly+Parton&titel=Backwoods+Barbie&cat=a. Läst 8 mars 2011.
4. ↑  Listplacering

Den här artikeln är helt eller delvis baserad på material från engelskspråkiga Wikipedia, tidigare version.